# Tipula (Lunatipula) unicornis
Tipula (Lunatipula) unicornis is een tweevleugelige uit de familie langpootmuggen (Tipulidae). De soort komt voor in het Palearctisch gebied.